# قرص سرماخوردگی بزرگسالان
قرص سرماخوردگی بزرگسالان دارویی برای درمان سرماخوردگی است.

## موارد مصرف
قرص سرماخوردگی بزرگسالان نوعی ترکیب از چند عامل برای مداوای سرماخوردگی است. این دارو از ترکیب فنیل‌افرین (یک منقبض‌کننده عروقی سمپاتومیمتیک)، کلرفنیرامین (آنتی هیستامین) و استامینوفن ساخته شده‌است. این دارو اغلب در درمان علائم سرماخوردگی (به خصوص سرماخوردگی‌های ویروسی بزرگسالان) مانند کرونا، آبریزش بینی، سرفه، گلودرد و تب استفاده می‌شود. گاه در مشکلات مشابه مانند حساسیت تنفسی نیز به کار می‌رود.

## مکانیسم اثر

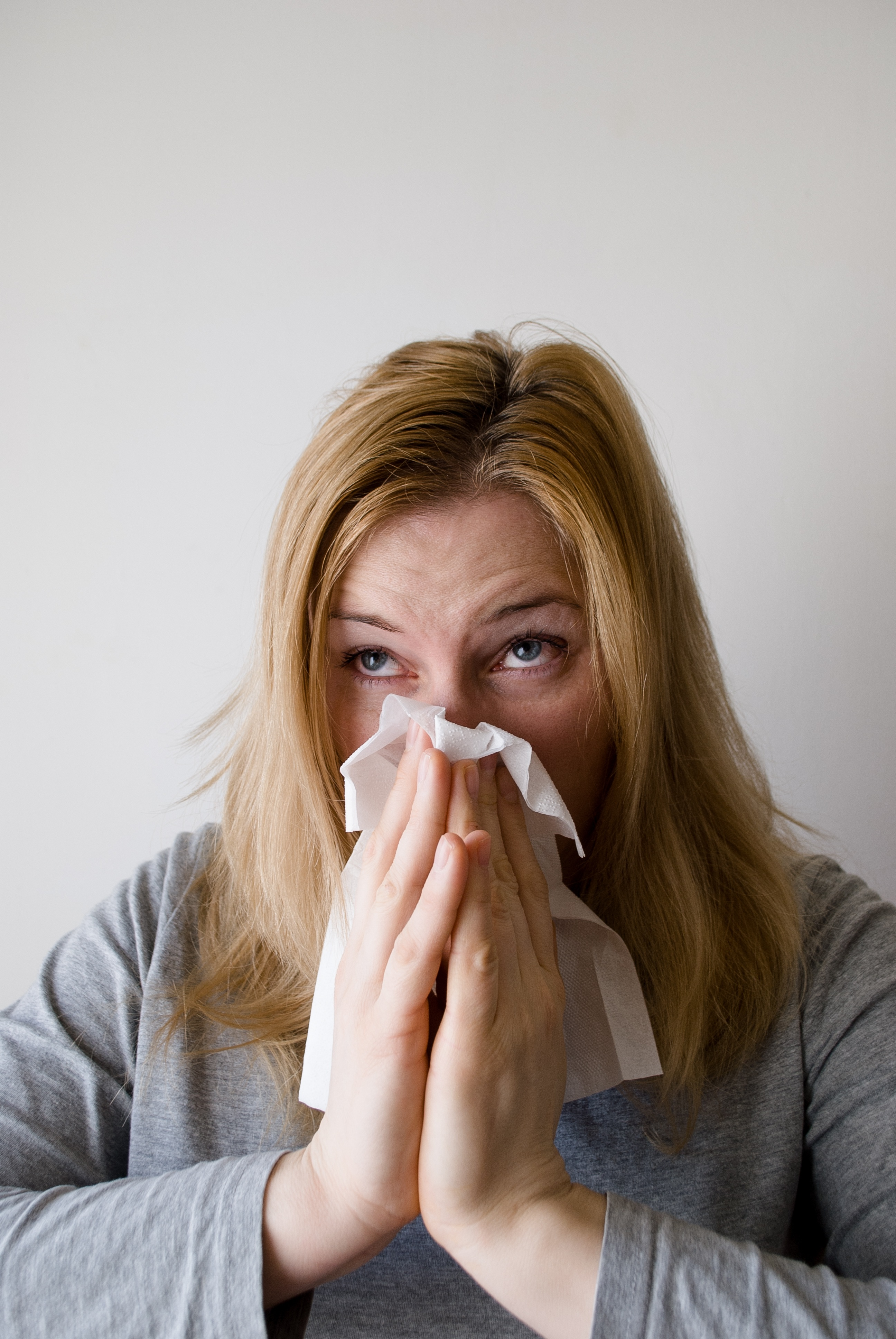

فنیل آفرین یک ترکیب مقلد اثر سمپاتیک است و با انقباض عروق موجب کاهش علائمی مانند آبریزش بینی، احتقان مخاطی و اشکریزش می‌شود. استامینوفن یک ترکیب مسکن و تب بر است. کلرفنیرامین مالئات نیز با بلوک اثرات هیستامین بر گیرنده‌های H۱ تأثیر می‌کند.

## عوارض جانبی
ناشی از ترکیبات سازنده دارو می‌باشد مثلاً کلرفنیرامین خواب‌آور و آنتی کولینرژیک (خشکی مخاط) است و فنیل آفرین می‌تواند موجب تاکیکاردی و افزایش فشارخون شود.

## ترکیبات مشابه
در قرص سرماخوردگی بزرگسالان رایج ۳۲۵ میلی‌گرم استامینوفن، ۳۰ میلی‌گرم فنیل آفرین و ۲ میلی‌گرم کلرفنیرامین وجود دارد. ترکیبات مشابه متعددی توسط شرکت‌های دارویی مختلف با نامهایی مانند کلداستاپ، کلداکس، اگزاکلد، سوپر کلد، تاکی‌فلودک و بیولنول کلد به همین منظور عرضه شده‌اند. در این داروها گاه نوع ترکیب عوض شده‌است مثلاً در بیولنول کلد روزانه به جای کلرفنیرامین از دکسترومتورفان که ضد سرفه است استفاده شده‌است و گاه میزان ترکیبات تغییر کرده‌است مثلاً در بیولنول کلد فورت شبانه به جای ۳۲۵ میلی‌گرم استامینوفن از ۵۰۰ میلی‌گرم استامینوفن استفاده شده‌است. ترکیب آنتی هیستامین دکونژستانت فاقد استامینوفن است.